# Pseudothurammina
Pseudothurammina es un género de foraminífero bentónico de la subfamilia Thurammininae, de la familia Saccamminidae, de la superfamilia Saccamminoidea, del suborden Saccamminina y del orden Astrorhizida. Su especie tipo es Thurammina? limnetis. Su rango cronoestratigráfico abarca el Holoceno.

## Discusión
Clasificaciones previas incluían Pseudothurammina en la superfamilia Astrorhizoidea, así como en el suborden Textulariina del orden Textulariida.

## Clasificación
Pseudothurammina incluye a las siguientes especies:
- Pseudothurammina curvata
- Pseudothurammina farafraensis
- Pseudothurammina limnetis